# Joliet
Extensão do padrão ISO 9660 (1988) desenvolvida pela Microsoft para incluir nomes de arquivo longos ou que não seguem a convenção 8.3. Esse formato é usado em alguns novos CD-ROMs de sistemas operacionais, como o Windows 95, que podem tratar esse tipo de nome de arquivo. Ver também 8.3; ISO 9660; long filenames (nomes de arquivo longos).